# 中山农村商业银行

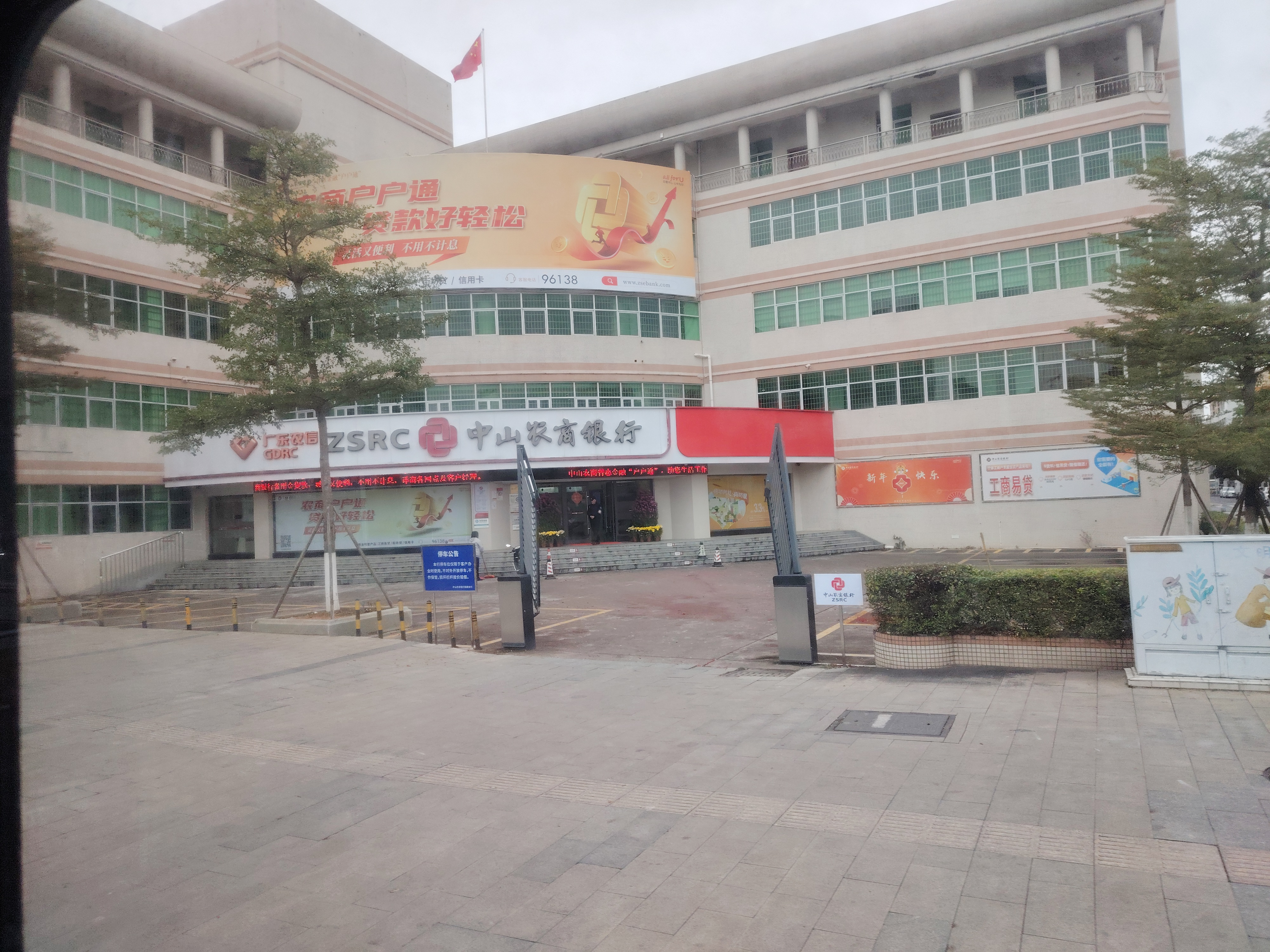
中山农商行南朗支行

中山农村商业银行股份有限公司，又简称中山农商银行，是以中山市为总部的一家商业银行。其原为中山市农村信用合作联社，2013年6月改制成为农村商业银行。是广东省农村信用社联合社成员。

## 历史
现中山市内最早的农村信用合作社建于1952年初，至1955年全县各乡镇均设立农信社。
1964年，第一次成立县级信用合作联社。但于1969年停办。
1975年，中山县信用合作联社恢复，统管辖内乡镇信用社。
1979年，县联社由同年恢复设立中国农业银行中山支行直接领导，
1984年，因中山撤县设市，改称为中山市信用合作联社。
1996年底，中山联社与农行中山分行脱离行政隶属关系。
1997年，联社改名为中山市农村信用合作社联合社。
2005年8月，由广东省农村信用社联合社管理。
2005年，中山市联社增资扩股3.14亿元并改为股份合作制形式。9月成功申请央行专项票据22.99亿元以补充资本。
2010年11月1日，经广东省人民政府同意，中山市人民政府启动了中山市农村信用合作联社改制为农村商业银行的相关工作。
2013年6月，中山市联社改制成为中山农村商业银行。

## 相关争议

### 所涉案件
2013年，中山农商银行小榄工业区支行前柜员古钻波因为沉迷网赌，依靠职务之便修改储户密码等操作，挪用多位储户共计九百多万人民币存款并挥霍一空；当年7月24日相关储户报警，古钻波随后向警方自首。2014年4月23日，其中储户之一的钟小姐状告该支行索赔251万元，但该支行坚称与己无关。